# Estació de Trànsits
L'estació de Trànsits és una estació de ferrocarril localitzada al barri de Benicalap (al districte homònim) de València i que forma part de la línia 4 de l'operador Metrovalència. L'estació pertany a la zona tarifària A de Ferrocarrils de la Generalitat Valenciana (FGV) i l'Autoritat de Transport Metropolità de València (ATMV). L'adreça oficial de l'estació és el carrer del Mondúver, número 39.

## Història

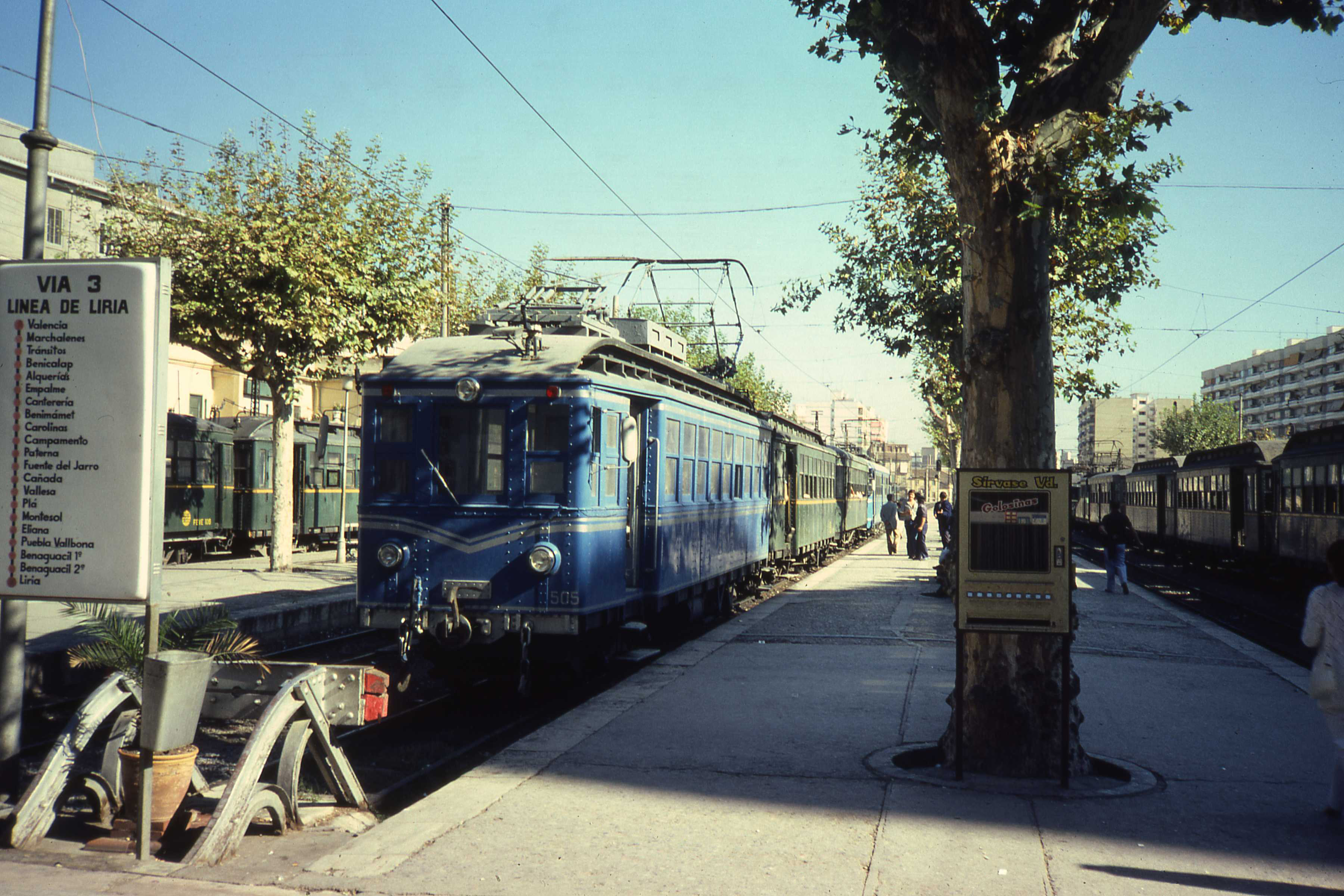
Pont de Fusta des d'on eixien els trens cap a Llíria i Bétera que pasaven per Tránsitos

La primigènia estació de Trànsits, coneguda aleshores com Tránsitos, va ser construïda inicialment per la Societat Valenciana de Tramvies (SVT) i inaugurada el 1892 amb la inauguració de les seues línies des de l'estació de Pont de Fusta fins a les de Llíria i Bétera.
L'any 1987, els Ferrocarrils de la Generalitat Valenciana es fan amb el control de la línia que segueixen operant fins que l'any 1991 van enderrocar l'estació original durant les obres de construcció de la nova línia 4 entre Empalme i Pont de Fusta. L'actual estació es va inaugurar el 21 de maig de 1994.

## Distribució

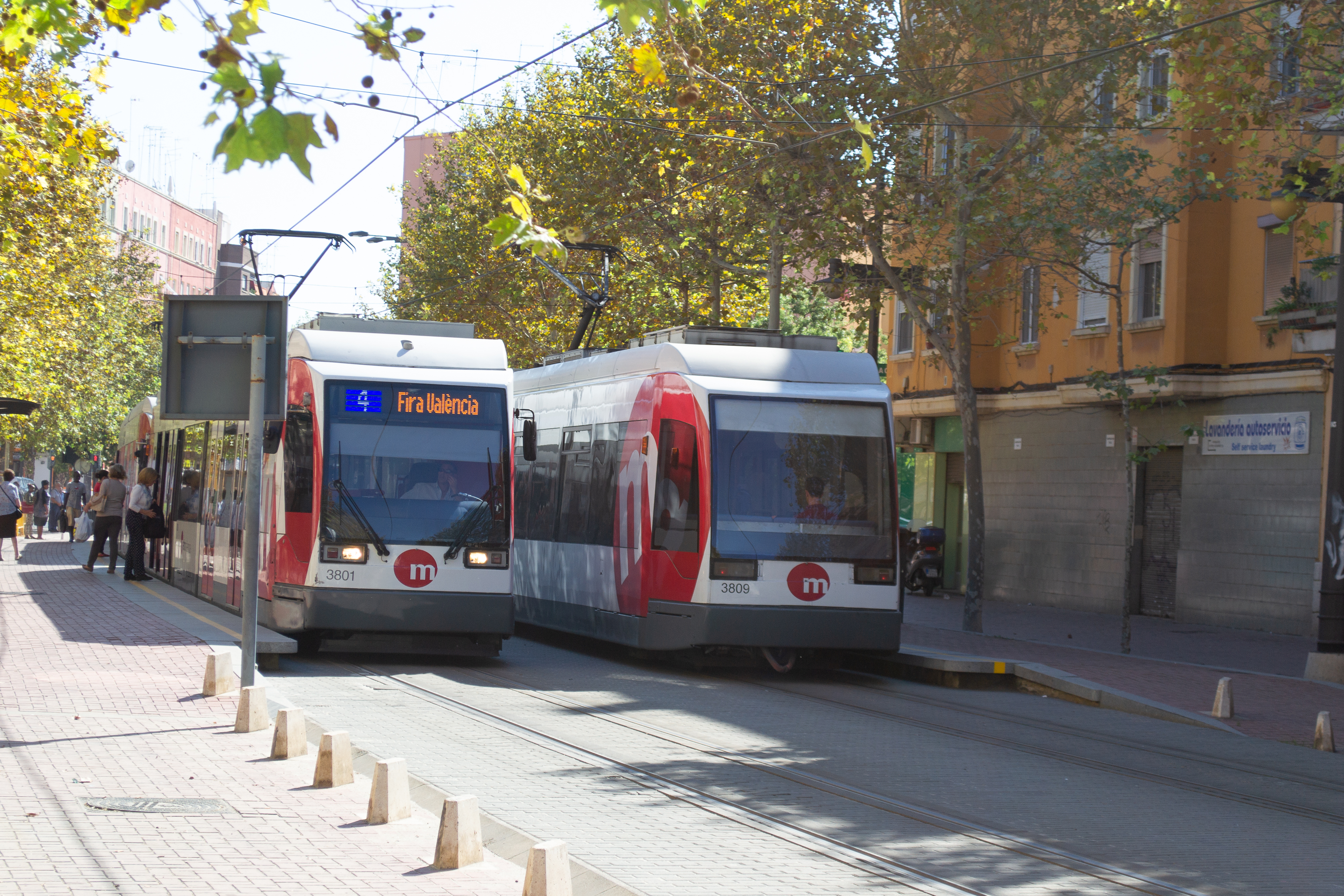
Tramvies, vies i andanes de l'estació

La morfologia de l'estació, en superfície, és de dues vies i andanes paral·leles en un tram de la línia en corva. Com a cada estació, a les andanes s'hi troba una xicoteta zona d'espera per a viatjers abillada amb bancs i màquines de venta de bitllets. Les andanes no compten amb mampares de seguretat. L'estació es troba adaptada per a sords, inividents i discapacitats físics.
L'estació és de lliure accés en ser en superfície. S'hi troba localitzada a l'intersecció entre el carrer del Mondúver i l'avinguda del doctor Peset Aleixandre, coneguda popularment com Trànsits. L'estació connecta amb la línia C3 d'autobús urbà de l'Empresa Municipal de Transports de València (EMT).

### Línies
| Procedència/Destinació          | <         | Línia | >          | Procedència/Destinació |
| ------------------------------- | --------- | ----- | ---------- | ---------------------- |
| Mas del Rosari/Fira de València | Benicalap |       | Marxalenes | Doctor Lluch           |